# Schloss Abbans-Dessus

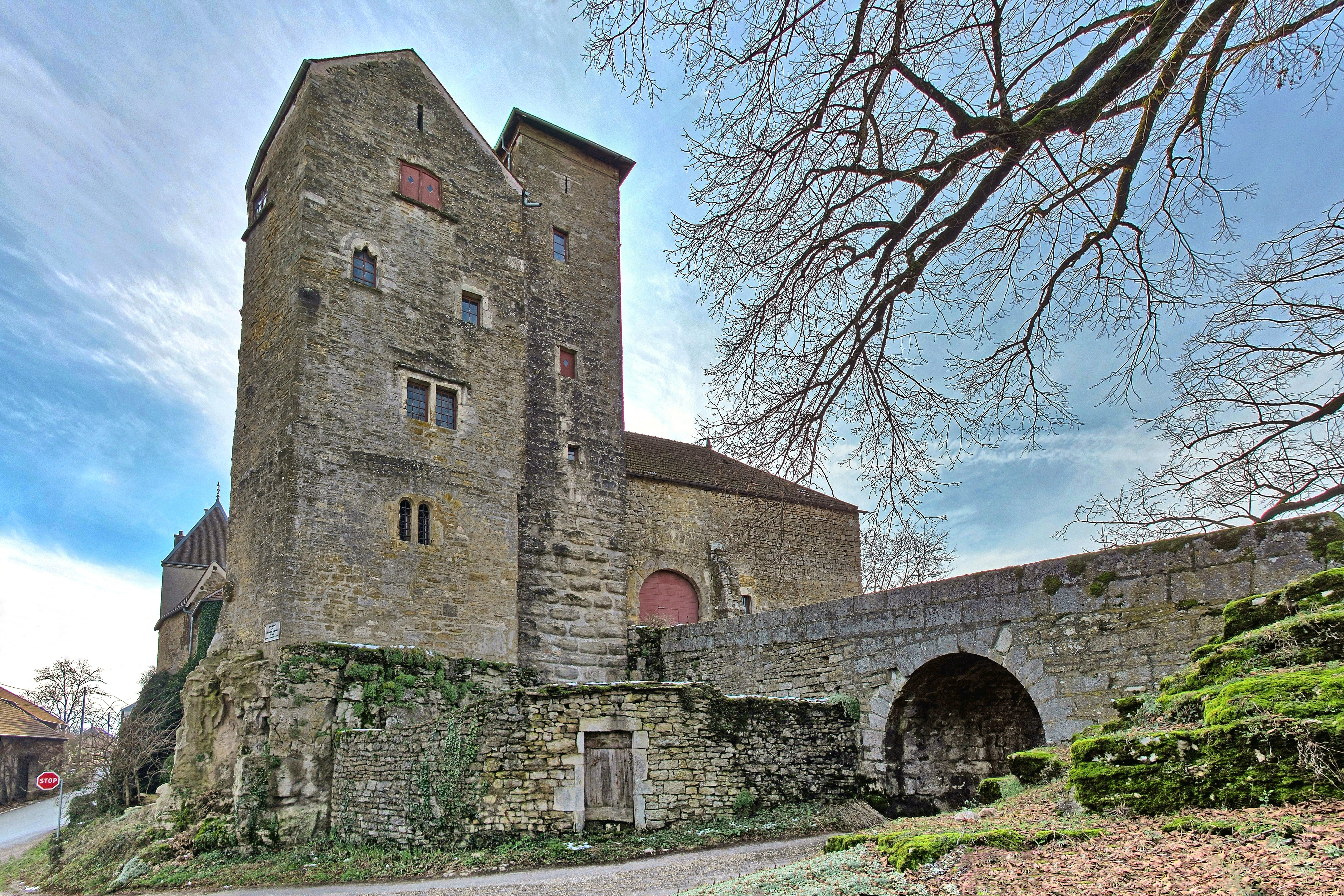
Schloss Abbans-Dessus

Das Schloss Abbans-Dessus befindet sich in Abbans-Dessus, einer Gemeinde im französischen Département Doubs in der Region Bourgogne-Franche-Comté. Es wurde ab dem 12. Jahrhundert errichtet und ist seit 1992 als Monument historique geschützt.

## Geschichte
Seit dem 11. Jahrhundert war Abbans-Dessus der Mittelpunkt einer Herrschaft, die der Familie Jouffroy gehörte. Zusammen mit der Franche-Comté gelangte der Ort durch den Frieden von Nimwegen 1678 an Frankreich.

## Architektur
Eine damalige Burg wurde im Jahr 1092 erstmals urkundlich erwähnt. Zu den ältesten Teilen gehört der viereckige romanische Bergfried aus dem 13. Jahrhundert. Zwei weitere Türme stammen aus dem 14. Jahrhundert. Die Wohngebäude wurden im 18. Jahrhundert erneuert. An der Nordseite führt eine steinerne Brücke zum Schlosseingang.